# Joseph Servan (General)

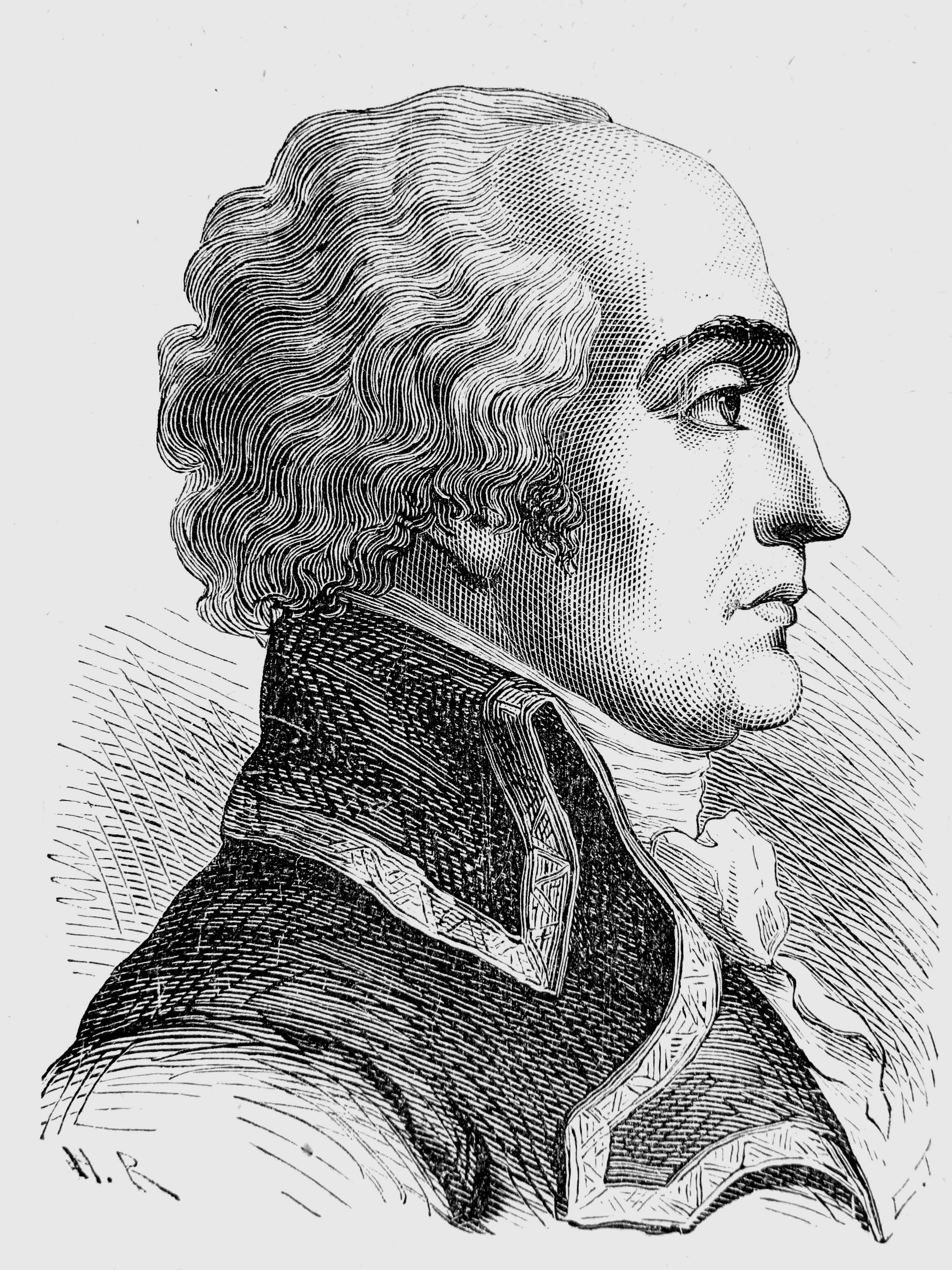
Joseph Servan. Holzstich aus der zweiten Hälfte des 19. Jh.

Joseph Servan (* 14. Februar 1741 in Romans-sur-Isère; † 10. Mai 1808 in Paris) war ein französischer Autor, Offizier und Politiker. 1780 entwarf er das Idealbild eines „Bürger-Soldaten“. 1792 war er zweimal kurzzeitig Kriegsminister in von den Girondisten dominierten Regierungen. In der Zeit des Terrors war er in Haft. Unter dem Direktorium und unter Napoleon Bonaparte diente er wieder als General.

## Leben

### Erste Jahre
Servan kämpfte kurzzeitig im Siebenjährigen Krieg. Am Hofe König Ludwigs XVI. beaufsichtigte er zunächst die Pagen. Den neuen Ideen der Aufklärung stand er aufgeschlossen gegenüber und veröffentlichte in der berühmten Encyclopédie ou Dictionnaire raisonné des sciences, des arts et des métiers mehrere Artikel zu militärischen Themen.

### Le soldat citoyen
In den Jahren 1760 bis 1771 verfasste Servan das Buch Le soldat citoyen („Der Bürgersoldat“), das 1780 auf den Markt kam. Darin entwarf er die Idee einer neuen Armee, die französische Bürger inspirieren würde, aus Patriotismus Soldaten zu werden und Soldaten als ihre Mitbürger zu behandeln. Dabei knüpfte er an Gedanken von Jacques Antoine Hippolyte Guibert an. Im Vergleich mit den Hopliten und Legionären der Antike thematisierte er die Rekrutierung und die Prägung des einzelnen Soldaten. Eine Gesellschaft und ihre Regierung müssten es wert sein, notfalls für das Vaterland zu sterben, was das Frankreich seiner Gegenwart nicht für sich in Anspruch nehmen könne: Seine Soldaten seien daher keine natürlichen Helden, sondern gewöhnliche Männer, die mit Gewalt oder List in den Militärdienst gebracht worden seien. Ihre Ausbildung sei erbärmlich und vor allem bringe man ihnen nicht bei, wofür sie eigentlich kämpften. Dazu sei eine grundsätzliche Orientierung am Gemeinwohl, französisch bonheur nationale, nötig. In diesem Zusammenhang setzte er sich kritisch mit den Kriegen Ludwigs XIV. auseinander: Die Streitigkeiten der Könige seien zwangsläufig zu denen der Völker geworden, und der blinde Ehrgeiz der Militärs habe sie den Krieg herbeisehnen lassen. Servan schlug eine allgemeine Wehrpflicht für alle Stände und Klassen und eine öffentliche Anerkennung für die Bürgersoldaten vor. In diesem Zusammenhang sprach sich Servan gegen das Eheverbot für die Soldaten aus, weil es deren Bürgersinn und Ehrgefühl nicht fördere. Den Franzosen warf er vor:

„Was könnte absurder sein? Zu wollen, dass derselbe Mann ein Held vor dem Feind und ein Sklave vor Ihnen sei! […] Wissen Sie, warum es weder eine Monarchie noch ein Vaterland mehr gibt? Es liegt daran, dass Sie die Ehre zerstört haben […] Es gibt überhaupt keine Bemühungen, die Sie nicht unternommen haben, um sie aus der Armee auszurotten.“

### Während der Französischen Revolution
Nach Ausbruch der Französischen Revolution wurde er 1791 Oberstleutnant eines Regiments. Im gleichen Jahr stellte er gemeinsam mit Jean-Girard Lacuée de Cessac seine Ideen zu einer Militärreform der Nationalversammlung vor, die sie begeistert begrüßte. 1792 stieg er zum Maréchal de camp auf. Am 9. Mai 1792 luden ihn die Girondisten ein, in ihrer Regierung Kriegsminister zu werden. Weil die Armee aus der Zeit des Ancien Régime potenziell konterrevolutionär war – die Garde du Corps des Königs war im Mai 1792 aufgelöst worden –, regte Servan an, eine „neue Elitearmee aus Bürgern aller Kantone“ auszuheben: 20.000 Freiwillige sollten bei Paris in einem Militärlager stationiert und trainiert werden. Am 6. Juni 1792 fasste die gesetzgebende Nationalversammlung einen entsprechenden Beschluss. Zweck war es, eine Verlegung von Truppen, die derzeit noch in Paris stationiert war, an die Front zu ermöglichen. In Paris wurden die so genannten fédérés aber als gegen innere Feinde gerichtet wahrgenommen. Der König legte aber hiergegen und gegen die Deportation der eidverweigernden Priester sein Veto ein. Im Streit darüber wurde die Regierung und mit ihr Servan am 12. Juni 1792 abgesetzt.
Nach dem Tuileriensturm vom 10. August 1792, bei dem der König abgesetzt wurde, bekleidete Servan dieses Amt erneut. Als die Invasionstruppen im Ersten Koalitionskrieg die Festung Longwy eroberten, wollten Servan und Innenminister Jean-Marie Roland de La Platière nach Blois fliehen, doch Justizminister Georges Danton setzte durch, dass die Regierung in Paris blieb.
Im Zusammenhang mit der Versorgung der Truppe wurde Servan Korruption vorgeworfen: So hatte er seinen Cousin und Patensohn, den Adligen Charles Ferdinand de Giller, mit einer halben Million Livre nach Großbritannien gesandt, um Waffen oder Pferde zu kaufen. Giller unterschlug das Geld und kehrte erst nach Ende der Revolution nach Frankreich zurück. Servan zugutehalten ließe sich, dass er das vorher kaum existierende Versorgungswesen der Armee effektiv ausbaute und so zu den militärischen Erfolgen Frankreichs im Koalitionskrieg beitrug und dass die Vorwürfe von interessierter Seite vorgebracht wurden, nämlich den Anhängern des hochverräterischen Generals Charles-François Dumouriez, der Servan verachtete, und vom seinerseits korrupten François Chabot. In der sich zuspitzenden Polemik zwischen den jakobinisch dominierten Sektionen und der girondistischen Mehrheit im Konvent riet Servan zu Besonnenheit: „Wenn wir ruhig und standhaft bleiben, wird die Sache der Freiheit im Kampf freier Menschen gegen Tyrannen triumphieren.“ Die Radikalen dagegen behaupteten, ein Sieg sei nur möglich nach dem Sturz der Girondisten, die schuld am Kriege seien und auch durch ihr unbegründetes Vertrauen in General Dumouriez das Land in falsche Sicherheit gewiegt hätten.«Si nous sommes calmes et fermes, la cause de la liberté triomphera dans la lutte des hommes libres contre le tyrans.» Am 30. September trat Servan als Kriegsminister zurück und ging als Kommandant zur Pyrenäenarmee.

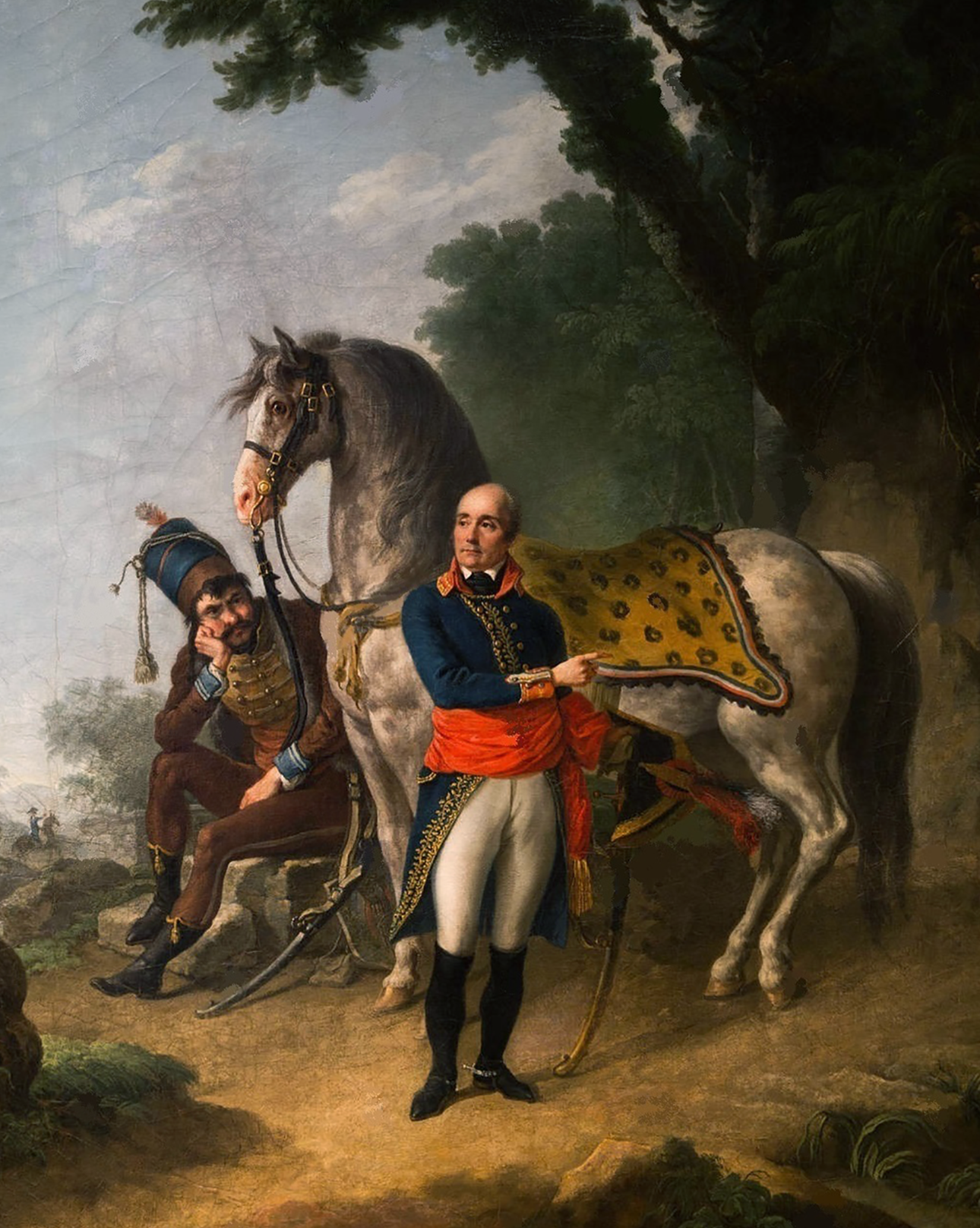
Louis Lafitte: Le général Servan. Gemälde, ca. 1800

### Haft und Ende
Nachdem die Girondisten beim Aufstand der Pariser Sansculotten vom 31. Mai bis zum 2. Juni 1793 gestürzt worden waren, wurde Servan abgesetzt und kam in Haft. Dort scheint man ihn vergessen zu haben, denn er wurde während der Terrorherrschaft nicht guillotiniert. Erst im Januar 1795 wurde er aus der Haft entlassen. Unter dem Direktorium erhielt er seinen militärischen Rang zurück und diente als Truppeninspekteur in Südfrankreich. 1807 nahm er aus Altersgründen seinen Abschied und starb kurz darauf. Er wurde mit einer Nennung seines Namens auf dem Arc de Triomphe de l’Étoile geehrt.

## Werke
- Le soldat citoyen, ou Vues patriotiques sur la manière la plus avantageuse de pourvoir à la défense du royaume. Originalausgabe 1780, Reprint Hachette, Paris 2014, ISBN 978-2-01-347640-9.